# St. Peter und Paul (Feldmoching)

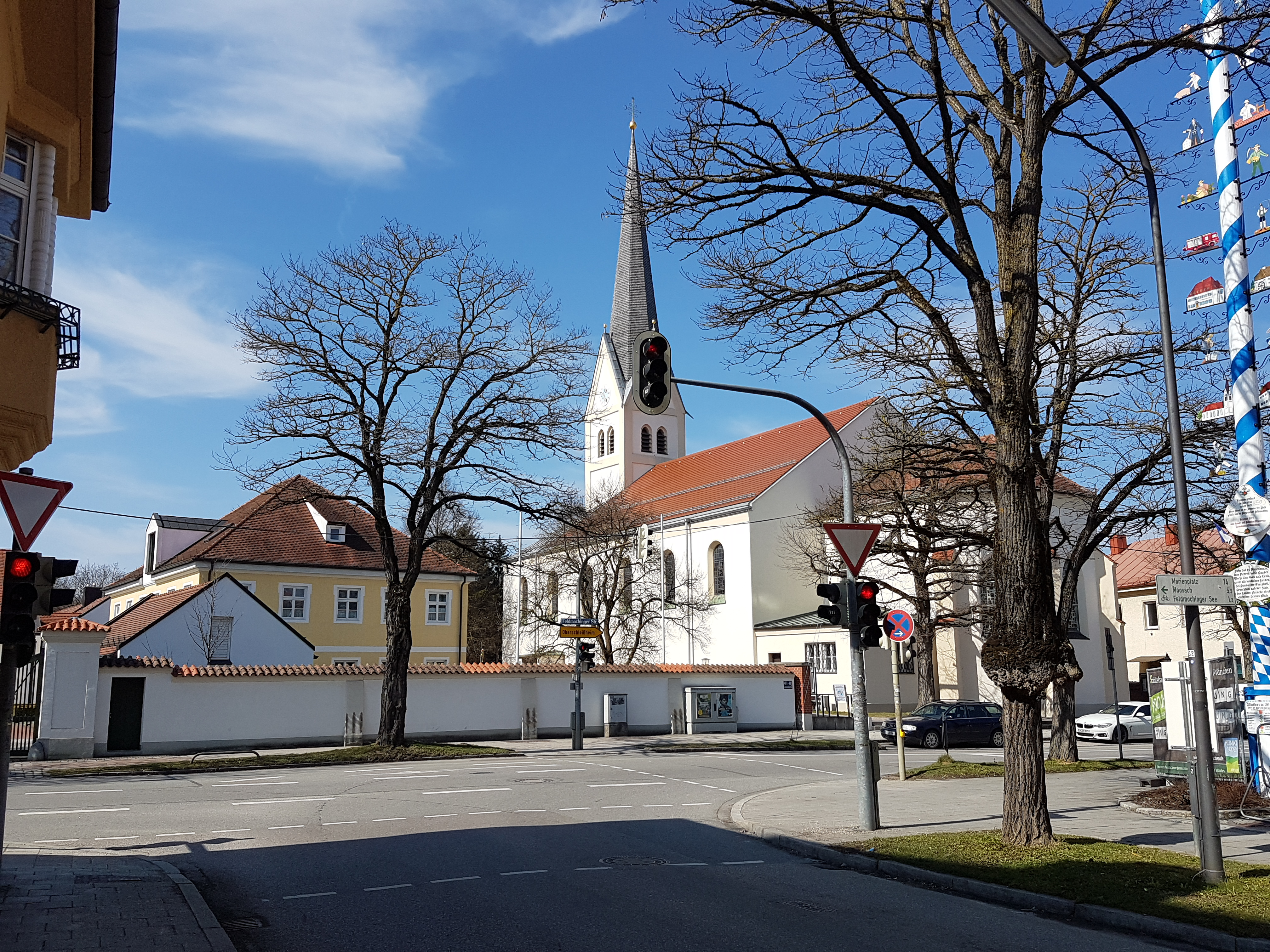
St. Peter und Paul

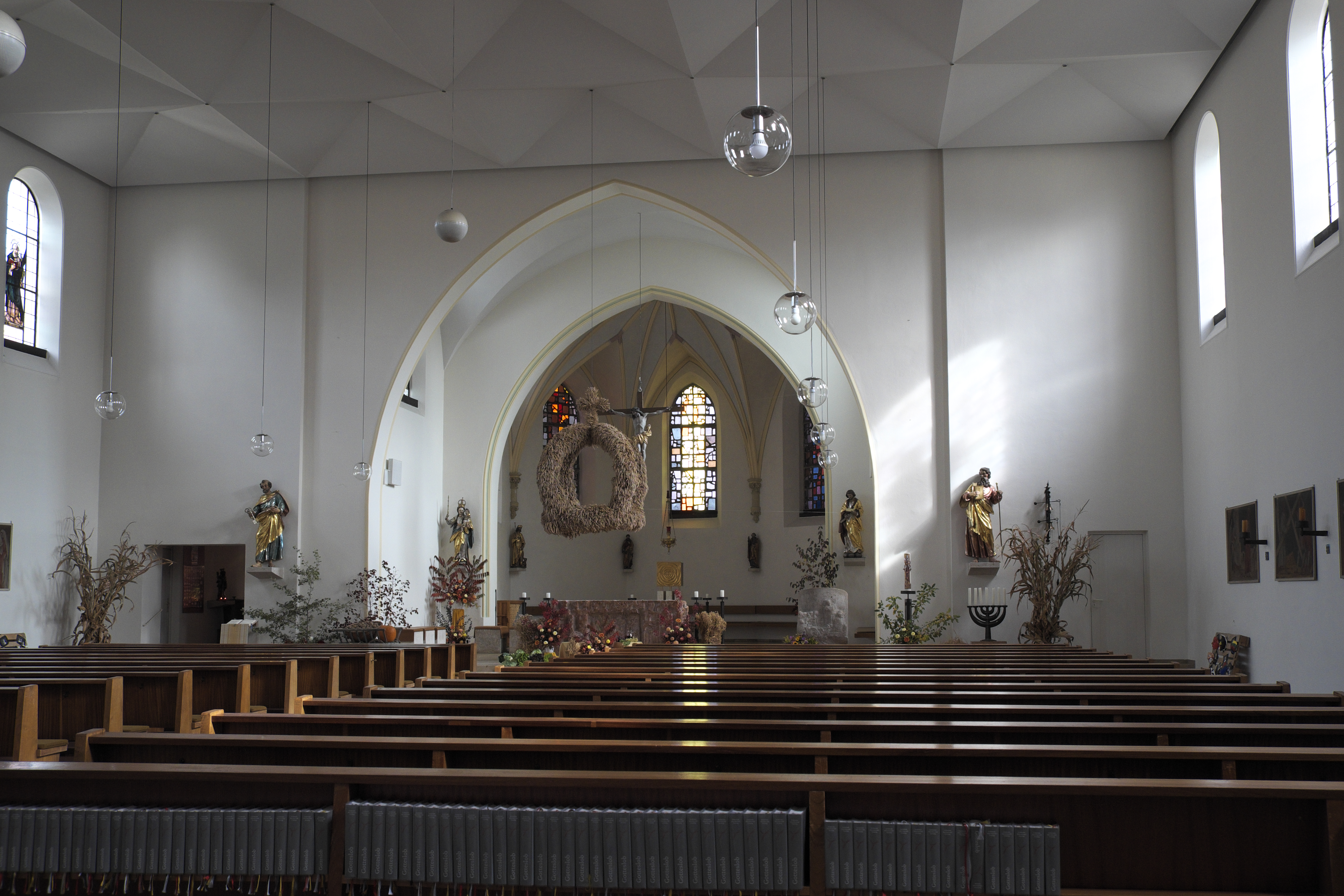
Innenraum

St. Peter und Paul ist eine römisch-katholische Kirche an der Feldmochinger Straße 403 im Ortskern von München-Feldmoching. Sie ist Pfarrkirche der gleichnamigen Pfarrei und gehört zum Pfarrverband PACEM-München-Nord-Feldmoching im Dekanat München-Feldmoching des Erzbistums München.

## Geschichte
Die Urpfarrei St. Peter und Paul ist die älteste Pfarrei im Norden Münchens. Erstmals urkundlich erwähnt wurde sie zwischen 805 und 808 mit „Ratolt presbiter zu Feldmohingun“ (Ratolt, Priester zu Feldmoching). Ein weiterer Priester ist am 15. April 815 mit „Liutfridi presbiteri ad Feldmochinga“ belegt. Die Pfarrei Feldmoching, die zum Wittelsbacher Landgericht Dachau gehörte, erstreckte sich im Norden bis Mittenheim, im Nordosten bis Garching und im Süden bis Sendling.
Anfang der 1890er Jahre wurde die Kirche grundlegend im Stil der Neugotik umgebaut und erweitert. Den Entwurf schuf der Münchner Architekt Johann Marggraff, aus dessen Atelier auch die Innenausstattung stammte. Die Glasfenster schuf Syrius Eberle. Die Weihe der Kirche „in honorem SS. Apostolorum Petri et Pauli“ durch den Münchner Erzbischof Antonius von Thoma war am 1. September 1895. 1938 wurde die Kirche restauriert. Zu einem weiteren Umbau kam es 1959. Damals wurde das Kirchenschiff abgebrochen, Turm und der Altarvorbau blieben stehen. Mit dem Wiederaufbau durch den Architekten Karl Dressel wurde der Kirchenraum deutlich vergrößert. Die Weihe erfolgte am 5. Juni 1960 durch den Erzbischof Joseph Wendel. Während der Amtszeit des Pfarrers Ignaz Blenninger wurde 1967 das Presbyterium umgebaut, und 1969 schuf der Bildhauer Reinhold Grübl einen neuen Altar aus rotem Veroneser Marmor mit hervorragenden Reliefs auf allen vier Seiten sowie rechts vom Altar den Ambo. Der Altar wurde am 18. Januar 1960 durch Kardinal Julius Döpfner geweiht. 1970 schuf Grübl auch einen neuen Ambo aus grauem Marchinger Marmor.
Westlich der Kirche liegt der Friedhof Feldmoching. St. Peter und Paul ist ein Ort der Kulturgeschichtspfade in München.

## Glocken
Die Kirche besitzt ein fünfstimmiges Glockengeläut im Kirchturm. Die Glocken stammen alle aus der Landshuter Glockengießerei Johann Hahn.
| Nr. | Name                           | Durchmesser | Gewicht | Schlagton |
| --- | ------------------------------ | ----------- | ------- | --------- |
| 1   | Pfarrglocke St. Peter und Paul | 1550 mm     | 2100 kg | c′        |
| 2   | Marienglocke                   | 1250 mm     | 1050 kg | es′       |
| 3   | Konradglocke                   | 1100 mm     | 700 kg  | f′        |
| 4   | Rochusglocke                   | 920 mm      | 400 kg  | as′       |
| 5   | Arme-Seelen-Glocke St. Michael | 820 mm      | 300 kg  | b′        |

Daneben gibt es noch das Zügenglöcklein, das heute im Pfarrhaus seinen Platz gefunden hat.